# Paul Mériel
Paul Mériel (Mondoubleau, 1818 – Tolosa, 1897) fou un compositor francès del Romanticisme. Nomenat segon director d'orquestra del teatre d'Amiens, feu representa la seva òpera, Cornelius l'argentier, que assolí una favorable acollida. el 1817 fixà la seva residència a Tolosa, la qual Escola de Música dirigí fins al 1883. A més deixà, l'òpera L'Armonique, l'òpera còmica Les précienses ridicules, un oratori, una simfonia i altres composicions.